# Eastermar

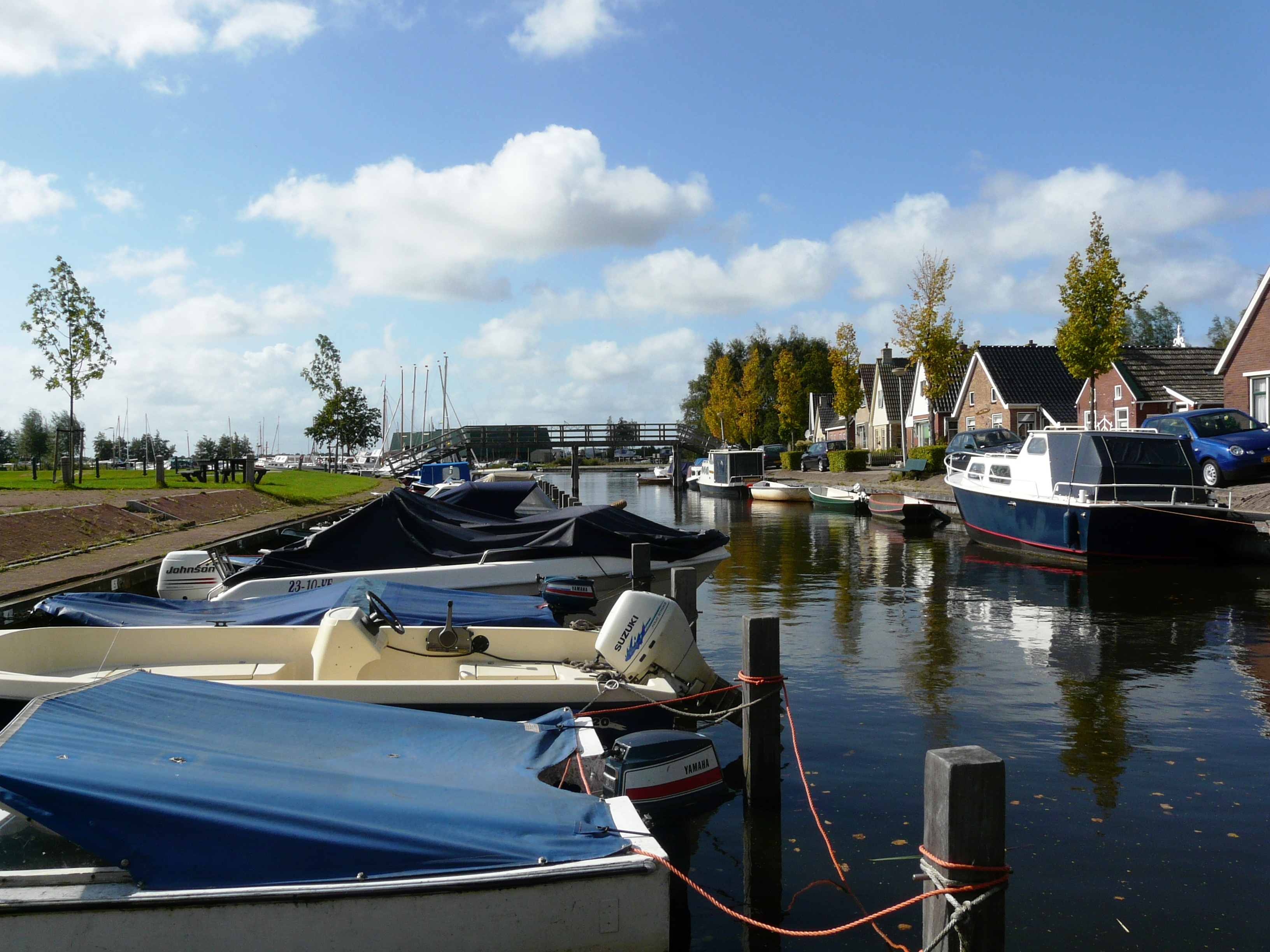
Pequeño puerto de Eastermar

Eastermar (holandés: Oostermeer) es un pequeño pueblo en Tytsjerksteradiel en la provincia de Frisia (Fryslân) de los Países Bajos y tiene alrededor de 1600 habitantes (2008).

## Historia
Ya en 4000 aC hubo nómadas en esta área. Un importante descubrimiento arqueológico se hizo en Bergumermeer, en un lago al noroeste de Eastermar. Este descubrimiento es conocido como el Leien-Warten Kompleks. También encontraron alrededor de Eastermar eran dientes de oro y anillos de mamut, ahora en el Museo Regional de Burgum.
Los primeros agricultores se asentaron en los terrenos más alta al este del Burgumer marzo Alrededor del año 1200, la primera iglesia de piedra fue construido aquí, que más tarde fue conocido como la iglesia protestante de Eastermar. La comunidad se cree que es varios siglos más antiguo que la iglesia. Como se muestra en un mapa 1605, originalmente el nombre Eastermar se refirió a esta comunidad, ahora Heechsân, una aldea al este de Eastermar de hoy. En la Edad Media había ya varias granjas en los alrededores de la iglesia y al norte y al sur de la misma Heechsân.